# Tomb Raider II
Tomb Raider II: Starring Lara Croft (také známá jako Tomb Raider: The Dagger of Xian) je druhým pokračováním počítačové hry Tomb Raider. Tento díl byl vyroben společností Core Design a vydaný společností Eidos Interactive. Hra byla vydaná v roce 1997 pro PC a PlayStation. V tomto příběhu hledá hlavní hrdinka Lara Croft Xianskou dýku, o které se kdysi v Číně vyprávělo, že dá svému majiteli ohromnou moc, pokud si s ní probodne srdce.

## Příběh
Příběh Tomb Raideru II se týká mytické Dýky z Xianu, zbraně, jenž používal čínský císař k vedení své armády. Dýka má takovou moc, že vražením dýky do těla majitele se nositel promění v draka. Úvodní intro ukazuje, že poslední boj, který byl bojován s touto dýkou skončil porážkou, protože mnich z Tibetu vyjmul dýku ze srdce císaře. Dýka byla navrácena na místo odpočinku ve Velké čínské zdi a uzamčena po staletí.
Hra začíná v současnosti poblíž Velké čínské zdi, kde Lara Croft zjišťuje pravdu o legendě Dýky. Zjistí, že Marco Bartoli, benátský mafiánský boss, založil kult posedlý poveští o Dýce. Na to se hned Lara vydá do Benátek, kde gangu patří část města. Po tom, co si prorazí cestu skrz Bartoliho rezidenci a operní divadlo, Lara pronásleduje jeho letadlo, ale je vyřízena dříve než se mohla Bartolimu postavit.
Letadlo směřuje k ropné plošině. Na místo, kde kult provádí vykopávky na potopené lodi zvané Maria Doria, luxusní zaoceánský parník, který byl ve vlastnictví otce Marca Bartoliho. Když Lara nabyde vědomí, zjistí, že jí posádka odzbrojila. Získá však své zbraně a projde přes ropnou plošinu. Později je informována uvězněným tibetským mnichem, bratrem Chanem, že vrak vezl starověký tibetský artefakt zvaný Seraph. Lara se potápí k vraku lodi. Tam úspěšně získává Seraph. Později získává letadlo a odletí do Tibetu.
Lara míří do tibetského kláštera Barkhang. Zde pomáhá mnichům v boji s kriminálníky Marca Bartoliho. S pomocí mnichů najde pět modlitebních kol, kterými otevřírá dveře, které vedou do místnosti, kde použije Seraph. Pokračuje dále uvnitř katakomb, aby našla Talion, klíč sloužící k otevření dveří, které vedou k dýce. Po konfrontaci s několika Yeti objevuje Talion.
Lara se vrací do Číny a otevírá dveře do komory s dýkou. Než však dosáhne na artefakt se Lara ponořuje do katakomb pod Velkou čínskou zdí. Po vystoupání schodiště s čepelemi, dojde na místo, se zeleným plovoucími ostrůvky a bojovníky. Nakonec se přesune do místnosti, kde svědkové Bartolimu bodnou dýku do srdce a Bartoli se promění v draka. V závěrečném boji, Lara dokáže dočasně draka zneškodnit a vytáhne dýku z jeho srdce. Brzy po tom, se celý hrob začíná hroutit a část Velké čínské zdi je zničena.
V epilogu se Lara vrací domů, kde si prohlíží dýku. Náhle slyší alarm. Zbytek mužů Marca Bartoliho jí sledoval do Anglie a plánují napadnout její sídlo. Lara je však přemůže. V posledním snímku se Lara vysléká před vstupem do sprchy. Obrátí se ke kameře a říká: "Nemyslíte, že jste viděl dost?" Pak vystřelí svou brokovnicí na kameru.

## Hra
V tomto dílu hry se objevují nové zbraně.
- Harpuna - pro boj pod vodou.
- M16 - velmi účinná, ale špatně se s ní běhá.
- Granátomet - špatně se s ním míří, ale pokud zasáhnete protivníka, rozletí se na kousky.

Dalším vylepšením této hry je hraní pod širým nebem. V předchozím dílu byla obloha černá i v úrovních odehrávajících se venku.
Postava Lary se také změnila. Její rysy jsou méně hranaté a přibyl také vlající cop místo drdolu. Lara má v tomto dílu tři druhy oblečení.
Mezi nové vybavení Lary patří také světlice, kterými s může posvítit v temných zákoutích příběhu. Ovládání postavy je stejné jako v předchozím díle, objevují se zde však dva dopravní prostředky: sněžný skútr a motorový člun.

## Postavy
- Lara Croft - hlavní hrdinka, odvážná archeoložka hledající Xianskou dýku.
- sluha Winston - tato postava se objevuje pouze v levelu Lara's Home.
- Marco Bartoli - mafián, drsňák, který hledá to co Lara.